# Zeche Amalia
Die Zeche Amalia ist ein ehemaliges Steinkohlenbergwerk im Bochumer Stadtteil Werne. Es ist nicht identisch mit der Zeche Amalie in Essen-Altendorf. Das Bergwerk gehörte zum Bergrevier Süd-Bochum, sein Grubenfeld befand sich nördlich der Mergelgrenze.

## Geschichte der Zeche Amalia

### Abteufarbeiten
Am 17. Januar des Jahres 1854 wurde die Mutung auf das Feld Amalia eingelegt. Am 20. Februar des Jahres 1855 wurde das Geviertfeld Amalia verliehen. Am 31. Oktober des darauffolgenden Jahres wurde das Feld von der Harpener Bergbau AG übernommen.
Die Teufarbeiten für den ersten Schacht Amalia wurden 1873 begonnen, dieser wurde 1400 Meter nördlich von Schacht Jacob im Feld der Zeche Heinrich Gustav angesetzt. Im Jahr 1875 kam es zu starken Wasserzuflüssen. Noch im selben Jahr erreichte der Schacht bei einer Teufe von 80 Metern das Karbon. Im Jahr darauf wurden die Teufarbeiten bei einer Teufe von 81 Metern aufgrund schlechter Wirtschaftslage gestundet. Der Schacht soff kurz danach ab, da die Pumpen abgestellt wurden.
Im Jahr 1883 wurden die Teufarbeiten wieder aufgenommen, indem zunächst wieder gesümpft wurde. Noch im selben Jahr wurde der Schacht bei einer Teufe von 111 Metern (+1 m NN) mit der 1. Sohle von Heinrich Gustav durchschlägig. Schacht Amalia wurde anschließend als Wetterschacht für Schacht Jacob in Betrieb genommen.
Im Jahr 1884 wurden die Teufarbeiten wieder aufgenommen und Amalia tiefer geteuft. Im Jahr 1885 wurde bei einer Teufe von 191 Metern (−80 m NN) die 2. Sohle angesetzt.
Durch die Inbetriebnahme der Anschlussbahn zum Bahnhof Langendreer der Rheinischen Eisenbahn-Gesellschaft (RhE) im Jahre 1883 erfolgte der Zugang zum öffentlichen Eisenbahnnetz.

### Der Betrieb des Bergwerks
Noch im Jahr 1885 wurde der Schacht Amalia als Förderschacht in Betrieb genommen und die Förderung aufgenommen. Zunächst wurden für die eigenständige Zeche Amalia die Schächte Arnold und Jacob und die Wasserhaltung der Zeche Heinrich Gustav genutzt.
Zur Weiterverarbeitung der geförderten Kohle wurde 1885 auf dem Betriebsgelände mit dem Bau einer Kokerei begonnen. Am 1. Januar des Jahres 1886 wurde die Kokerei in Betrieb genommen. Noch im selben Jahr wurde eine Brikettfabrik errichtet.
1887 wurde das Feld Schildwacht übernommen, dieses hatte eine Größe von einem Quadratkilometer und war zuvor von der Harpener Bergbau-AG erworben worden.
Am 2. Januar des Jahres 1891 kam es auf Amalia zu einer Schlagwetterexplosion, hierbei wurden sieben Bergleute getötet.
Im Jahr 1892 wurde mit den Teufarbeiten für einen eigenen Wetterschacht begonnen. Im selben Jahr wurde über einen Blindschacht bei einer Teufe von 256 Metern (−145 m NN) die 3. Sohle in Betrieb genommen.
Das Baufeld umfasste zu diesem Zeitpunkt das Feld Schildwacht und Teile der Felder Amalia, Hofesaat, Selinde und Wehrhahn. Im Jahr 1893 wurde der Wetterschacht mit der 1. Sohle durchschlägig. 1893 kam es auch zu einer Schlagwetterexplosion, bei diesem Grubenunglück verloren sieben Bergleute ihr Leben.
Im Jahr 1894 wurden die Teufarbeiten am Schacht Amalia wieder aufgenommen und dieser bis zur 3. Sohle geteuft. Außerdem wurden die Teufarbeiten am Wetterschacht wieder aufgenommen, im Jahr darauf wurde er bis zur 3. Sohle geteuft, im Jahr 1896 wurde er weitergeteuft.
1894 wurde von der Zeche Heinrich Gustav das Feld Jacob ohne den Schacht Jacob übernommen. Im Jahr 1897 wurden mit dem nördlichen Hauptquerschlag die Flöze Helene und Präsident durchörtert. Mit dem Hauptquerschlag im Feld Jacob wurden auf dem III. Sattelsüdflügel die Flöze Ernestine und Röttgersbank durchfahren.
Im Jahr 1898 wurde mit den Teufarbeiten für einen zweiten Wetterschacht begonnen. Der Wetterschacht 1 wurde bis zu einer Teufe von 77 Metern unterhalb der 3. Sohle abgeteuft, Noch im selben Jahr erreichte er bei einer Teufe von 366 Metern (−255 m NN) die 4. Sohle, die zuvor von der Zeche Heinrich Gustav aufgefahren worden war. Im Jahr 1899 wurde der Wetterschacht 2 bis zur 2. Sohle in Betrieb genommen.
1898 waren auf der Zeche Amalia insgesamt elf Flöze in Verhieb, davon sieben mit Bergemittel, die anderen vier aus reiner Kohle. Die Mächtigkeit der Flöze lag zwischen 0,8 und 2,75 Metern, bei den Flözen mit Bergemittel lag die Mächtigkeit der Bergemittel zwischen 0,1 und 0,6 Meter.
1902 erfolgte unter Tage der Durchschlag mit der Zeche Neu-Iserlohn.

### Stilllegung der Zechenanlagen
Im November des Jahres 1924 wurde die Steinkohlen-Kokerei stillgelegt.
Im Jahr 1925 waren ein Wetterschacht und der Schacht Amalia bis zur 4. Sohle in Betrieb. Bis zum Jahresende des Jahres 1927 blieb das Bergwerk als eigenständige Schachtanlage erhalten.
Am 1. Januar 1928 ging Amalia in Heinrich Gustav auf, die Tagesanlagen wurden stillgelegt. 1929 wurde mit den Grubenfeldern der Zeche Amalia und anderen Zechen die Großschachtanlage Robert Müser gegründet.
Der Schacht der Zeche Amalia blieb noch als Material- und Wetterschacht bis 1969 erhalten, dann wurde er endgültig stillgelegt.

### Kohleförderung und Zechenbelegschaft
Die ersten Belegschaftszahlen des Bergwerks stammen aus dem Jahr 1876, in diesem Jahr waren 46 Mitarbeiter auf dem Bergwerk beschäftigt.
Die ersten Förderzahlen des Bergwerks stammen aus dem Jahr 1886, in diesem Jahr wurden mit 434 Beschäftigten etwa 149.000 Tonnen Steinkohle gefördert.
Im Jahr 1890 wurden bereits fast 180.000 Tonnen gefördert. Im Jahr 1895 stieg die Förderung auf 225.850 Tonnen, die Belegschaftsstärke lag bei 968. Im Jahr 1900 wurde eine Förderung von rund 298.000 Tonnen erbracht, die Belegschaftsstärke lag in diesem Jahr bei 1300.
Im Jahr 1905 sank die Förderung auf 195.266 Tonnen Steinkohle, die Belegschaftsstärke lag bei 1091. Im Jahr 1895 stieg die Förderung auf 245.561 Tonnen, die Belegschaftsstärke lag bei 1017. Die maximale Förderung wurde im Jahr 1913 erbracht. In diesem Jahr wurden mit 1123 Beschäftigten 298.407 Tonnen gefördert.
Im Jahr 1920 wurde eine Förderung von 238.706 Tonnen erbracht, die Belegschaftsstärke lag in diesem Jahr bei 1271. Im Jahr 1925 wurden mit 948 Beschäftigten eine Förderung von 207.727 Tonnen erbracht. Im Jahr 1927 waren noch 1035 Mitarbeiter auf dem Bergwerk beschäftigt, es wurden 288.810 Tonnen gefördert. Dies sind die letzten bekannten Förder- und Belegschaftszahlen.

## Chemische Betriebe Amalia
Die chemischen Betriebe Amalia gingen aus der Kokerei der Zeche Amalia und deren
Nebengewinnungsanlagen hervor. Nach der Aufnahme des Betriebs der Kokerei 1886 hatte es mehrere Erweiterungen gegeben: 1890 Benzolfabrik, 1908 Waschöl-Gewinnungsanlage und Teerdestillation, 1918 Benzolreinigung.
Nach der Einstellung der Steinkohle-Verkokung wurde ein Teil dieser Anlagen  wie die Pechkokerei und die Anlage zur Benzolreinigung als Teil der chemischen Betriebe Amalia weiter genutzt.
Im Zweiten Weltkrieg wurden diese Anlagen zum Destillieren von Flugbenzin genutzt. Das Rohöl hierzu kam aus den besetzten Gebieten in Osteuropa. Wegen der zahlreichen Luftangriffe wurden diese Anlagen vollständig unter die Erde verlagert (U-Verlagerung Rost IV, fertiggestellt am 1. Februar 1945).

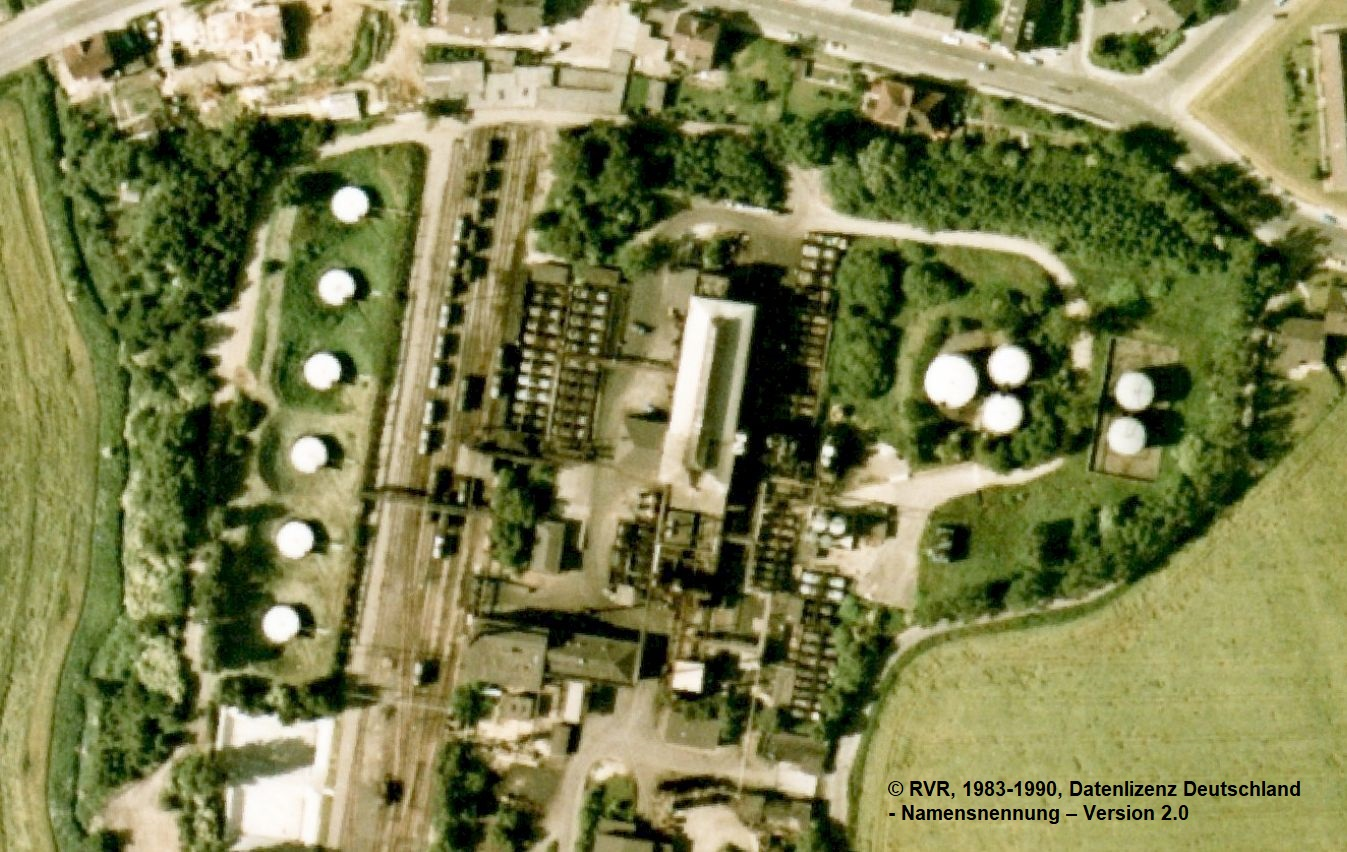
Luftbild Chemische Betriebe Amalia / Altöl-Aufbereitungsanlage 1980er Jahre

Nach dem Zweiten Weltkrieg wurde 1946 eine Anlage zur Herstellung von Phthalsäureanhydrid in Betrieb genommen, welches ein wichtiger Rohstoff für die chemische Industrie ist und unter anderem zur Herstellung von Farben und Kunststoffen benutzt wird. Diese Anlage wurde bis 1971 betrieben.
Nach 1971 wurde der Standort zur Aufbereitung von Altölen benutzt. 1983 gab es Pläne (Dr. Dr. Maier AG), die Altöl-Aufbereitung stark auszubauen und zu einer der größten Anlagen Europas zu machen. Diese Pläne wurden aber nicht umgesetzt. In den 1990er Jahren wurde die Altöl-Aufbereitung stillgelegt.

## Heutiger Zustand
Der Zecheneingang befindet sich an der Nörenbergstr. Die beiden Schächte wurden mit Protegohauben verschlossen (Stand 2012).
Am 14. September 2013 wurde auch die alte nicht mehr benötigte Brücke der Zechenbahn Amalia über der Autobahn A40 abgerissen.
Nach Schließen der Produktion der chemischen Betriebe Amalia bzw. deren Nachfolgenutzungen in den 1990er Jahren wurden großflächige Bodenbelastungen festgestellt.
Um zu verhindern, dass es zu großflächigen Grundwasserbelastungen kommt, wurde das Gelände 2002–2005 saniert: Bis auf das Eingangsgebäude wurden alle Anlagen und Gebäude entfernt und eine Dichtungsbahn eingezogen, die vermeiden soll, dass das Regenwasser weitere Schadstoffe auswäscht. Alle Nutzungen, die diese Abdichtung gefährden könnten, wurden untersagt.
In den 2020er Jahren wurde begonnen, auf dem Standort der Zeche Amalia und einigen umliegenden Feldern, einen Golfplatz zu errichten. Hierzu wird viel Erde aufgekippt und eine neue Golflandschaft oben auf der Dichtungsfolie modelliert.